# Championnat d'Angleterre de football 1971-1972
Navigation
Édition précédente Édition suivante
La 73e édition du championnat d'Angleterre de football est remportée par Derby County. Le club de Derby finit un point devant Leeds United et gagne son premier titre de champion d'Angleterre.
Derby County se qualifie pour la Coupe des clubs champions en tant que champion d'Angleterre. Leeds United, vainqueur de la coupe se qualifie pour la Coupe des vainqueurs de coupe. Liverpool, Manchester City et Tottenham Hotspur se qualifient pour la Coupe UEFA au titre de leur classement en championnat. Stoke City les accompagne en Coupe UEFA comme vainqueur de la Coupe de la ligue anglaise de football.
Le système de promotion/relégation reste en place : descente et montée automatique, sans matchs de barrage pour les deux derniers de première division et les deux premiers de deuxième division. À la fin de la saison, Huddersfield Town et Nottingham Forest sont relégués en deuxième division. Ils sont remplacés à ce niveau par Norwich City et Birmingham City.
L'attaquant anglais Francis Lee, de Manchester City, remporte le titre de meilleur buteur du championnat avec 33 réalisations.

## Les clubs de l'édition 1971-1972
| Club                                  | Ville               |
| ------------------------------------- | ------------------- |
| Arsenal Football Club                 | Londres             |
| Chelsea Football Club                 | Londres             |
| Crystal Palace Football Club          | Londres             |
| Coventry City Football Club           | Coventry            |
| Derby County Football Club            | Derby               |
| Everton Football Club                 | Liverpool           |
| Huddersfield Town Football Club       | Huddersfield        |
| Ipswich Town Football Club            | Ipswich             |
| Leeds United Football Club            | Leeds               |
| Leicester City Football Club          | Leicester           |
| Liverpool Football Club               | Liverpool           |
| Manchester City Football Club         | Manchester          |
| Manchester United Football Club       | Manchester          |
| Newcastle United Football Club        | Newcastle upon Tyne |
| Nottingham Forest Football Club       | Nottingham          |
| Sheffield United Football Club        | Sheffield           |
| Southampton Football Club             | Southampton         |
| Stoke City Football Club              | Stoke-on-Trent      |
| Tottenham Hotspur Football Club       | Londres             |
| West Bromwich Albion Football Club    | West Bromwich       |
| West Ham United Football Club         | Londres             |
| Wolverhampton Wanderers Football Club | Wolverhampton       |

## Classement
| Rang | Équipe                  | Pts | J  | G  | N  | P  | Bp | Bc | Diff |
| ---- | ----------------------- | --- | -- | -- | -- | -- | -- | -- | ---- |
| 1    | Derby County            | 58  | 42 | 24 | 10 | 8  | 69 | 33 | +36  |
| 2    | Leeds United            | 57  | 42 | 24 | 9  | 9  | 73 | 31 | +42  |
| 3    | Liverpool               | 57  | 42 | 24 | 9  | 9  | 64 | 30 | +34  |
| 4    | Manchester City         | 57  | 42 | 23 | 11 | 8  | 77 | 45 | +32  |
| 5    | Arsenal                 | 52  | 42 | 22 | 8  | 12 | 58 | 40 | +18  |
| 6    | Tottenham Hotspur       | 51  | 42 | 19 | 13 | 10 | 63 | 42 | +21  |
| 7    | Chelsea                 | 48  | 42 | 18 | 12 | 12 | 58 | 49 | +9   |
| 8    | Manchester United       | 48  | 42 | 19 | 10 | 13 | 69 | 61 | +8   |
| 9    | Wolverhampton Wanderers | 47  | 42 | 18 | 11 | 13 | 65 | 57 | +8   |
| 10   | Sheffield United        | 46  | 42 | 17 | 12 | 13 | 61 | 60 | +1   |
| 11   | Newcastle United        | 41  | 42 | 15 | 11 | 16 | 49 | 52 | -3   |
| 12   | Leicester City          | 39  | 42 | 13 | 13 | 16 | 41 | 46 | -5   |
| 13   | Ipswich Town            | 38  | 42 | 11 | 16 | 15 | 39 | 53 | -14  |
| 14   | West Ham United         | 36  | 42 | 12 | 12 | 18 | 47 | 51 | -4   |
| 15   | Everton                 | 36  | 42 | 9  | 18 | 15 | 37 | 48 | -11  |
| 16   | West Bromwich Albion    | 35  | 42 | 12 | 11 | 19 | 42 | 54 | -12  |
| 17   | Stoke City              | 35  | 42 | 10 | 15 | 17 | 39 | 56 | -17  |
| 18   | Coventry City           | 33  | 42 | 9  | 15 | 18 | 44 | 67 | -23  |
| 19   | Southampton             | 31  | 42 | 12 | 7  | 23 | 52 | 80 | -28  |
| 20   | Crystal Palace          | 29  | 42 | 8  | 13 | 21 | 39 | 65 | -26  |
| 21   | Nottingham Forest       | 25  | 42 | 8  | 9  | 25 | 47 | 81 | -34  |
| 22   | Huddersfield Town       | 25  | 42 | 6  | 13 | 23 | 27 | 59 | -32  |

|  | Champion d'Angleterre |
|  | Relégation            |

## Affluences
| #  | Club                    | Stade            | Affluence moyenne sur la saison | Variation |
| -- | ----------------------- | ---------------- | ------------------------------- | --------- |
| 1  | Liverpool FC            | Anfield          | 47 687                          | + 4,9 %   |
| 2  | Manchester United       | Old Trafford     | 45 999                          | + 4,7     |
| 3  | Arsenal FC              | Highbury         | 40 500                          | - 7,5 %   |
| 4  | Tottenham Hotspur       | White Hart Lane  | 38 833                          | + 8,9 %   |
| 5  | Chelsea FC              | Stamford Bridge  | 38 783                          | - 1,9 %   |
| 6  | Manchester City         | Maine Road       | 38 573                          | + 24,3 %  |
| 7  | Everton FC              | Goodison Park    | 37 242                          | - 9,4 %   |
| 8  | Leeds United            | Elland Road      | 35 637                          | - 9,1 %   |
| 9  | Sheffield United        | Bramall Lane     | 33 189                          | D2        |
| 10 | Derby County            | Baseball Ground  | 33 087                          | + 5,5 %   |
| 11 | Newcastle United        | St James' Park   | 32 664                          | + 9,9 %   |
| 12 | West Ham United         | Upton Park       | 30 005                          | + 0,1 %   |
| 13 | Leicester City          | Filbert Street   | 28 536                          | D2        |
| 14 | Wolverhampton Wanderers | Molineux Stadium | 28 221                          | + 2,2 %   |
| 15 | Crystal Palace          | Selhurst Park    | 26 973                          | - 5,7 %   |
| 16 | West Bromwich Albion    | The Hawthorns    | 25 786                          | + 0,4 %   |
| 17 | Stoke City              | Victoria Ground  | 26 973                          | - 5,7 %   |
| 18 | Coventry City           | Highfield Road   | 23 724                          | - 8,9 %   |
| 19 | Nottingham Forest       | City Ground      | 21 433                          | - 8,1 %   |
| 20 | Southampton             | The Dell         | 21 191                          | + 4,8 %   |
| 21 | Ipswich Town            | Portman Road     | 20 924                          | + 2,4 %   |
| 22 | Huddersfield Town       | McAlpine Stadium | 15 940                          | - 31,4 %  |

## Bilan de la saison
| Tableau d'Honneur                          |                |
| Compétition                                | Vainqueur      |
| Championnat d'Angleterre de football       | Derby County   |
| Coupe d'Angleterre de football             | Leeds United   |
| Coupe de la Ligue d’Angleterre de football | Stoke City     |
| Charity Shield                             | Leicester City |

| Promotions et relégations |                                     |
| Promus                    | Norwich City Birmingham City        |
| Relégués                  | Nottingham Forest Huddersfield Town |

## Meilleur buteur
Avec 33 buts, Francis Lee, attaquant anglais qui joue à Manchester City, remporte son unique titre de meilleur buteur du championnat.